# Госьценцин (Свентокшиське воєводство)
Госьценцин (пол. Gościencin) — село в Польщі, у гміні Влощова Влощовського повіту Свентокшиського воєводства.
Населення — 307 осіб (2011).
У 1975—1998 роках село належало до Келецького воєводства.

## Демографія
Демографічна структура на день 31 березня 2011 року:
|          | Загалом | Допрацездатний вік | Працездатний вік | Постпрацездатний вік |
| -------- | ------- | ------------------ | ---------------- | -------------------- |
| Чоловіки | 163     | 33                 | 112              | 18                   |
| Жінки    | 144     | 35                 | 74               | 35                   |
| Разом    | 307     | 68                 | 186              | 53                   |